# فری‌تایپ
فری‌تایپ (انگلیسی: FreeType) یک کتابخانه نرم‌افزاری برای رندرینگ متن به بیت‌مپها و از سایر عملیات مربوط به قلم حمایت ارائه می‌کند.